# Gröbenzell
Gröbenzell est une commune de Bavière (Allemagne), située dans l'arrondissement de Fürstenfeldbruck, dans le district de Haute-Bavière.

## Géographie
Gröbenzell est située en périphérie du Dachauer Moos, une région qui était autrefois principalement marécageuse. Depuis la fin du XIXe siècle, le terrain a été asséché par drainage. Aujourd'hui, la plupart des terrains entourant Gröbenzell sont réservés à l'agriculture.
Gröbenzell est traversée par le fleuve Gröbenbach. Au nord et au sud de Gröbenzell sont situés des petits lacs aménagés pour la récréation.

Emplacement de Gröbenzell au sein de l'arrondissement de Fürstenfeldbruck

La ville est bordée au sud par Puchheim, au nord-ouest par Olching et à l'est par Lochhausen, un district de Munich.

## Histoire
| Appartenances historiques Duché de Bavière 1571–1623 Électorat de Bavière 1623–1806 Royaume de Bavière 1806–1918 République de Weimar 1918–1933 Reich allemand 1933–1945 Allemagne occupée 1945–1949 Allemagne 1949–présent |

En 1571 a été créé un poste de péage sur le fleuve de Gröbenbach pour superviser la construction d'une rue entre Lochhausen et Olching. La barrière du péage et le fleuve sont représentés sur l'héraldique de la ville. Le nom de Gröbenzell est documenté pour la première fois en 1725. Il a été formé par une combinaison de Gröben- (pour le fleuve Gröbenbach) et de -zell (pour Zoll qui signifie « poste de péage »).
Quand la voie ferrée entre Munich et Augsbourg a été construite en 1840, les tourbiers se sont installés dans la région. Gröbenzell est restée essentiellement un village pour les tourbiers jusqu'à la Seconde Guerre mondiale. La ville a connu une forte expansion après la guerre quand les réfugiés se sont installés à Munich et ses environs.
En 1952, la ville de Gröbenzell a été officiellement fondée en regroupant plusieurs districts de Munich, Puchheim, Olching et Geiselbullach. Au 31 décembre 2012, Gröbenzell comptait 19 270 habitants.

## Infrastructure
Gröbenzell est connecté au réseau ferroviaire par la station de S-bahn de Gröbenzell (S3), et au réseau routier par les autoroutes 8 et 99.

## Culture
- Le 14 novembre 1998, le bar Die Hexe présent dans la ville est le lieu du premier concert du groupe Schandmaul.

## Jumelages
- Garches (France)
- Pilisvörösvár (Hongrie)